# Eliot Pattison
Eliot Pattison, właściwie Joseph E. Pattison, (ur. 20 października 1951) – amerykański prawnik i powieściopisarz. W Polsce jego powieści wydawane są przez Dom Wydawniczy REBIS.

## Wybrane publikacje

### Publikacje z zakresu prawa
- Antidumping and Countervailing Duty Laws (1984)
- Acquiring the Future: America's Survival and Success in the Global Economy (1990)
- Breaking Boundaries: Public Policy Vs. American Business in the World Economy (1996)

### Powieści
Seria Mantra czaszki:
- Mantra czaszki
- Woda omywa kamień
- Kościana góra
- Piękne duchy
- Modlitwa smoka
- Pan Śmierci

Seria Grzechoczący kośćmi:
- Grzechoczący kośćmi
- Oko kruka